# Braxton County
Braxton County är ett county i centrala delen av delstaten West Virginia, USA. Administrativ huvudort (county seat) är Sutton. Countyt har fått sitt namn efter en man som skrev under USA:s självständighetsförklaring, Carter Braxton.

## Geografi
Enligt United States Census Bureau har countyt en total area på 1 337 km². 1 330 km² av den arean är land och 7 km² är vatten.

### Angränsande countyn
- Lewis County - nordost
- Webster County - sydost
- Nicholas County - syd
- Clay County - sydväst
- Calhoun County - väst
- Gilmer County - nordväst

### Städer och samhällen
- Burnsville
- Canfield
- Caress
- Centralia
- Clem
- Copen
- Corley
- Cutlips
- Elmira
- Exchange
- Falls Mill
- Flatwoods
- Frametown
- Gassaway
- Gem
- Glendon
- Heaters
- Herold
- Knapp
- Little Birch
- Little Otter
- Napier
- Newville
- Riffle
- Strange Creek
- Sutton
- Tague
- Tesla
- Wilsie